# Bosc-Bénard-Commin
 Bosc-Bénard-Commin  là một xã thuộc tỉnh Eure trong vùng Normandie miền bắc nước Pháp.